# Acushnet
Acushnet (en anglais [əˈkʊʃnət]) est une ville du comté de Bristol, dans le Commonwealth du Massachusetts, aux États-Unis. Elle a été fondée en 1659.
Sa population était de 10 303 habitants en 2010.